# Schizaster rotundatus
Schizaster rotundatus is een zee-egel uit de familie Schizasteridae.
De wetenschappelijke naam van de soort werd in 1906 gepubliceerd door Ludwig Döderlein.